# Jezdegerd I.
Jezdegerd I. (perzijski: یزدگرد Yazdgerd jæzdˈgʲerd) je bio Veliki kralj Perzije iz dinastije Sasanida (399. – 420./421.).
Jezdegerd (također Jezdgird), kojega perzijsko-arapska predaja zove „grešnik“, bio je jedan od najznačajnijih perzijskih kraljeva. Vodio je vrlo spretnu vanjsku politiku; njegovi odnosi s Rimskim Carstvom bili su u početku tako dobri da kasnoantički izvori (npr. Prokopije iz Cezareje izvješćuje da ga je istočnorimski car Arkadije godine 408. odredio za izvršitelja svoje oporuke i skrbnika svome maloljetnom sinu caru Teodoziju II.) 
Nadimak „grešnik“ očito je dobio zbog tolerantne politike prema perzijskim kršćanima kojima je čak godine 410. dozvolio da održe prvi koncil u Seleukiji - Ktesifonu što je izazivalo nezadovoljstvo svećenika zoroastrizma. Ni plemstvo ga nije voljelo. No Jezdegerda rimski izvori baš zbog tih razloga većinom opisuju vrlo pozitivno.  
Potkraj njegove vladavine ipak je došlo do progona kršćana izazvanog provokacijom kršćana koji su uništili Hram vatre. Kad mjesni biskup nije htio nadoknaditi štetu Jezdegerd je pod pritiskom zoroastrijanskih svećenika istupio protiv kršćana. Zbog toga je malo prije njegove smrti došlo do rata s Bizantom koji nijednoj strani nije donio pobjedu i kojega je vrlo brzo završio Jezdegerdov sin i nasljednik Bahram V.
Jezdegerd I. umro je na zagonetan začin; mnogo toga govori u prilog pretpostavci da je bio ubijen u uroti zoroastrijanskih svećenika i plemića koji su nakon toga prikrili svoje djelo. Zbog toga Jezdegerdov sin Bahram V. nije odmah priznat za kralja nego je za kralja postavljen jedan drugi Sasanid, Hozroje. Bahram V. je nakon dugotrajnih pregovora ipak uspio doći na prijestolje. 